# Пристли, Реймонд
Ре́ймонд Э́двард При́стли, сэр (англ. Raymond Edward Priestley; 1886—1974) — британский геолог, исследователь, участник двух антарктических экспедиций под руководством Эрнеста Шеклтона (1907—1909) и Роберта Скотта (1910—1913), один из соучредителей Института полярных исследований имени Скотта, президент Королевского географического общества (1961—1963).

## Ранние годы жизни
Реймонд Пристли родился 20 июля 1886 года в городе Тьюксбери в семье директора школы классической грамматики Джозефа Эдварда Пристли и его жены Генриетты Райс. Второй из восьми детей в семье. Начальное образование получил в школе отца, а после её окончания поступил в Университетский колледж Бристоля на геологический факультет. Во время обучения был капитаном университетской хоккейной команды и команды по крикету.

## Антарктические экспедиции

### 1907—1909
По окончании второго курса Пристли стал участником Первой экспедиции Шеклтона в Антарктиду (1907—1909), во время которой работал геологом вместе с известными учёными Сиднейского университета Эджуортом Дэвидом и Дугласом Моусоном по сбору геологических образцов на острове Росса и к западу от пролива Мак-Мердо. По окончании экспедиции Пристли четыре месяца провел в Англии, подготовив эссе по геологии для книги Шеклтона «В сердце Антарктики». В октябре 1909 года уехал в Сидней, где вместе с Эджуортом Дэвидом работал над геологическим отчетом экспедиции, который был опубликован в 1914 году.

### 1910—1913
В 1910 году Реймонд Пристли стал участником Британской антарктической экспедиции 1910—1913 под руководством Роберта Скотта. В должности геолога-гляциолога входил в состав «Северной партии» под руководством лейтенанта Виктора Кэмпбелла, чьей задачей было самостоятельное проведение геологических, геодезических и иных научных изысканий к северу и западу от пролива Мак-Мердо на земле Виктории (первоначальная программа предполагала проведение научных работ на земле Эдуарда VII, но там в это время находилась Норвежская антарктическая экспедиция Амундсена, из-за чего программа была изменена). Помимо Кэмпбелла и Пристли в состав партии входили военный врач Мюррей Левик (зоолог, фотограф), унтер-офицер Джордж Аббот, унтер-офицер Фрэнк Браунинг и матрос Гарри Дикасон.

Северная партия экспедиции Скотта, вернувшаяся на мыс Эванс. Слева направо: Дикасон, Кэмпбелл, Аббот, Пристли, Левик, Браунинг. Ноябрь 1912 года

В первый сезон партия организовала базу на мысе Адэр и работала к северу и западу от неё. В начале второго сезона (8 января 1912 года) партия была доставлена на корабле «Терра-Нова» на 200 миль южнее в убежище Эванс в заливе Терра-Нова, откуда по плану должна была быть эвакуирована «Терра-Новой» в конце февраля — начале марта 1912 года в Новую Зеландию. Но из-за сложной ледовой обстановки «Терра-Нова» не смогла эвакуировать «Северную партию», и ей, оснащенной продовольствием и снаряжением для работы лишь в течение короткого антарктического лета, пришлось провести вынужденную зимовку в снежной пещере в убежище Эванс, после чего весной 1912 года (сентябрь-ноябрь) самостоятельно добираться до базы Скотта на острове Росса. Мужество и героизм полярников «Северной партии» оказались в тени трагедии самого капитана Скотта и его полюсной группы. Спустя годы Пристли описал злоключения полярников в своей книге «Антарктическая одиссея. Северная партия экспедиции Р. Скотта».
За свой вклад в работу антарктических экспедиций Шеклтона и Скотта Пристли был награждён «Полярной медалью» с двумя планками.

## Последующие годы жизни
По возвращении в Англию Пристли был зачислен в Колледж Христа (Кембридж). Во время Первой мировой войны был призван в армию и служил адъютантом в учебном центре радиосвязи (англ. Wireless Training Centre), а затем во Франции. За заслуги был награждён Военным крестом. После окончания войны стал автором ряда официальных отчетов британского военного ведомства о деятельности инженерных войск: «Деятельность инженерных войск в 1914—1919 годах», «The Signal Service» (1921), «Прорыв линии Гинденбурга» (1919).
Ещё во время войны, 10 апреля 1915 года Реймонд Пристли женился на Мэри Бойд — сестре Чарльза Райта (физика экспедиции Скотта, в свою очередь, на родной сестре Пристли женился Томас Тейлор — геолог экспедиции, что породнило Пристли со своими друзьями-полярниками).
В 1920 году на средства от общественных пожертвований по поводу трагедии капитана Скотта Реймонд Пристли, Фрэнк Дебенхем и Джеймс Уорди учредили Институт полярных исследований имени Скотта как хранилище научных, исследовательских и прочих материалов по тематике полярных исследований во благо будущих путешественников (на сегодняшний день это крупнейшая в мире библиотека и архив, где хранятся уникальные собрания рукописных и опубликованных материалов и отчётов о научно-исследовательских и геологоразведочных работах, связанных с полярными регионами).
В 1922 году Пристли с соавторстве с Чарльзом Райтом по результатам работы экспедиции «Терра-Новы» опубликовал работу «Гляциология», ставшей классикой ранних исследований в этой науке. За эту работу ему была присвоена научная степень бакалавр.
С 1924 по 1934 годы Пристли работал в Кембриджском университете (Клэр-колледж) — преимущественно на административных должностях. В 1935 году ему была предложена должность заместителя ректора Университета Мельбурна, на которой он проработал до 1938 года, проделав колоссальную работу по его реформированию. Он сумел организовать финансирование капитального ремонта здания университета, улучшить учебные программы, условия труда и заработную плату персонала. Огромный вклад Пристли внёс в становление университетского Студенческого союза (UMSU) — интеллектуального и социального центра студенческой жизни.

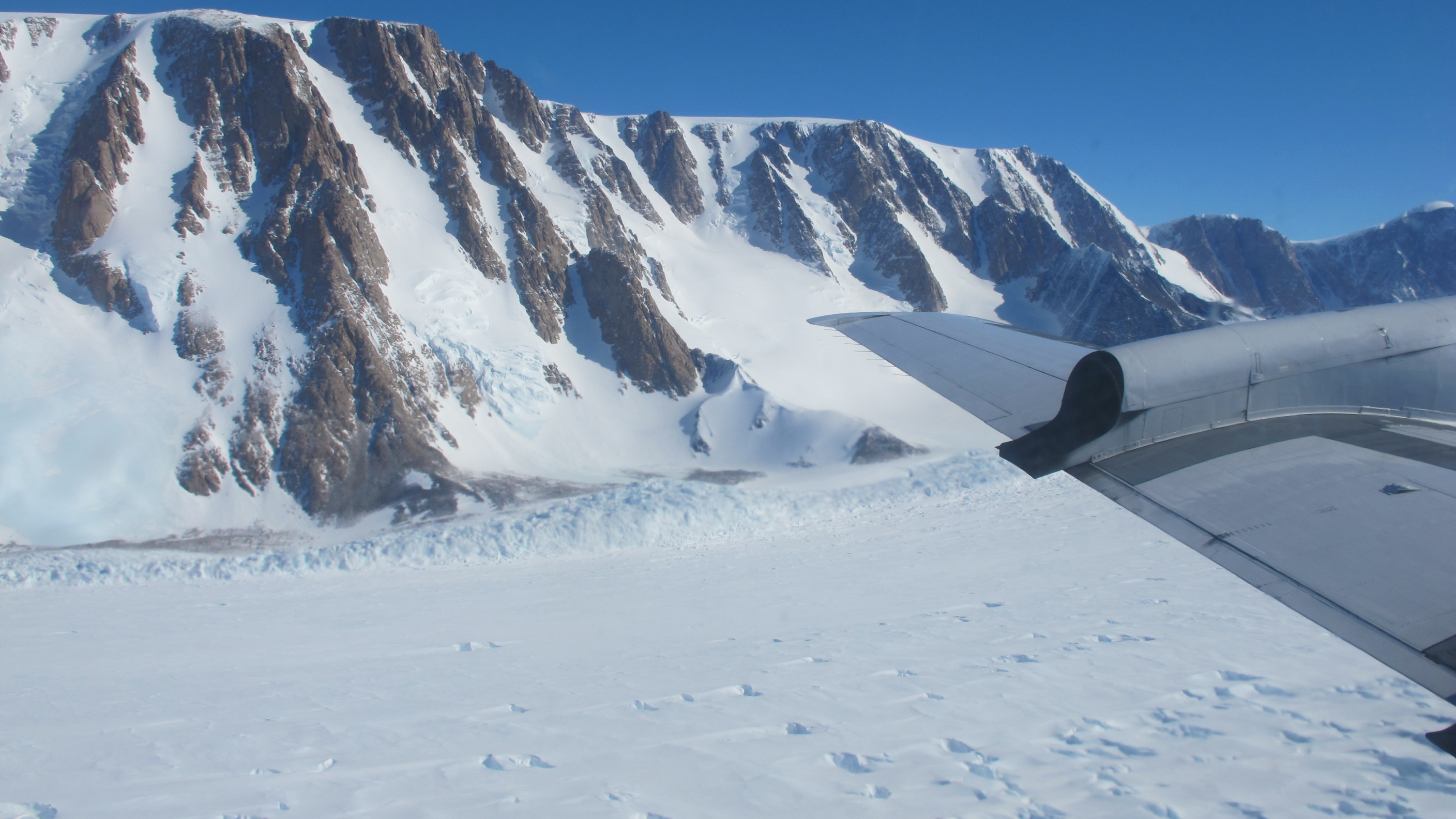
Ледник Пристли, Земля Виктории, Антарктида

С 1938 по 1952 год Пристли работал в должности заместителя ректора Бирмингемского университета, на которой много внимания уделил студенческим объединениям и спорту. В его честь был назван «Спортивный центр Реймонда Пристли» Бирмингемского университета. В это же время Пристли принимал активное участие в становлении Университетского колледжа Вест-Индии (Тринидад), в котором с 1949 по 1953 годы являлся президентом Колледжа тропического сельского хозяйства.
За заслуги перед Отечеством в 1949 году был возведен в звание рыцаря.
В 1953 году Реймонд Пристли вышел на пенсию. Он часто читал лекции о своем полярном опыте перед студентами Кембриджа и многими другими. В 1956-м и 1959-м ещё раз побывал в Антарктике. С 1961 по 1963 годы возглавлял Королевское географическое общество.
Реймонд Пристли умер в возрасте 87 лет 24 июня 1974 года в доме престарелых в Челтнеме, пережив и жену (1961), и обеих своих дочерей.

## Память
В честь Реймонда Пристли названы:
- гора Пристли[англ.] (2359 м.) — Британская Колумбия, Канада;
- гора Пристли[англ.] (1100 м.) — Антарктида, Земля Виктории;
- ледник Пристли[англ.] — Антарктида, Земля Виктории.